# 山皇鸠
山皇鸠（学名：Ducula badia）为鸠鸽科皇鸠属的鸟类，俗名栗背皇鸠或灰头南鸠。分布于西至印度、东至越南、南至印度尼西亚以及中国大陆的云南、海南等地，一般生活于林栖以及出没于山地常绿阔叶林。该物种的模式产地在印度尼西亚苏门答腊西部。
其种加词“badia”意为“栗色的”。

## 保护
- 中国国家重点保护动物等级：二级

## 亚种
- 山皇鳩東喜馬拉雅亞種（學名：Ducula badia insignis）。分布於尼泊爾、不丹東部、孟加拉以及印度西孟加拉邦以西地區。
- 山皇鸠云南亚种（学名：Ducula badia griseicapilla）。分布于中国南缘自中南半岛至印度以及中国大陆的云南、海南等地。该物种的模式产地在缅甸克伦丘陵。[3]